# St Conan’s Kirk
St Conan's Kirk és un temple de l'Església d'Escòcia, situat al costat del Loch Awe, al municipi d'Argyll and Bute a l'estat d'Escòcia. L'edifici és un monument classificat amb categoria A des de 1971 i una important atracció turística de la zona, al costat del proper Castell de Kilchurn.

## Història
La construcció del temple va ser dissenyada i promoguda per l'arquitecte autodidacta Walter Douglas Campbell, un germà menor del primer baró Blythswood. Segons la tradició popular, l'anciana mare de Walter es va queixar d'haver de conduir fins al temple situat a Dalmally per assistir a missa, per la qual cosa la seva família va decidir construir una petita capella en els seus terrenys. Walter va presentar el primer disseny de la mateixa l'any 1886, que consistia en una capella bastant simple de planta rectangular dedicada a Sant Conan.
Posteriorment, i possiblement influenciat per les notícies de la construcció de la Sagrada Família de Barcelona, va començar a dissenyar una estructura molt més complexa que va començar a construir en 1907, i a la qual va dedicar la resta de la seva vida. El disseny va incloure algunes de les idees característiques de l'obra d'Antoni Gaudí, com la inclusió d'elements modernistes nous, el finançament de la mateixa basada en donatius i el desig expresso de emprar materials i artesans locals durant la seva construcció. Després de la mort de Walter en 1914 i la suspensió dels treballs durant la Primera Guerra Mundial, la seva germana Helen es va encarregar de donar continuïtat als plans de Walter, fins a la seva mort en 1927. La construcció del temple es va acabar l'any 1930.

## Elements arquitectònics d'interès
La façana nord de l'edifici, que conté l'entrada principal, és bastant simple en comparació de l'elaborada façana sud situada prop de la riba del llac Awe. Aquesta façana conté una terrassa amb un rellotge de sol.
Walter Douglas va decidir incloure elements arquitectònics de diverses parts d'Escòcia, tot i que va haver de sacrificar la consistència del projecte. Alguns exemples d'aquests elements són:
- Un cercle de "Standing Stones" típic dels assentaments prehistòrics del nord d'Escòcia, situat prop de la porta d'entrada.
- Una Creu Cèltica, erigida l'any 1897 en memòria de la seva mare, Caroline Agnes Douglas de Blythswood.
- Una finestra reutilitzada de l'Abadia de South Leith[5]
- La porta que dona sortida a la terrassa-mirador sobre el llac Awe, d'estil normand.
- Multitud d'elements orgànics, basats en animals o plantes, com les gàrgoles en forma de gos de caça i de conill, cadires amb forma de dofí, pedres tallades en forma de mussol, o reixes amb ornaments amb forma de planta.

A l'interior hi ha diverses capelles, de les quals destaquen dues que contenen dues belles escultures jacents de grandària natural tallades en fusta. La primera representa al propi arquitecte, i està situada de manera que el sol penetri per una finestra per il·luminar la cara de la mateixa. La segona escultura és del rei Robert the Bruce amb un lleó als seus peus, i conté una relíquia del mateix. La cara i les mans d'aquesta escultura estan tallades en marbre blanc.
La teulada del claustre està format per planxes de plom repussat amb relleus de branques de parra. Les bigues de roure que hi ha al claustre provenen de dos vaixells de la marina (llavors) acabats de desmantellar, el HMS Caledònia i el HMS Duke of Wellington (1852).

## Galeria d'imatges

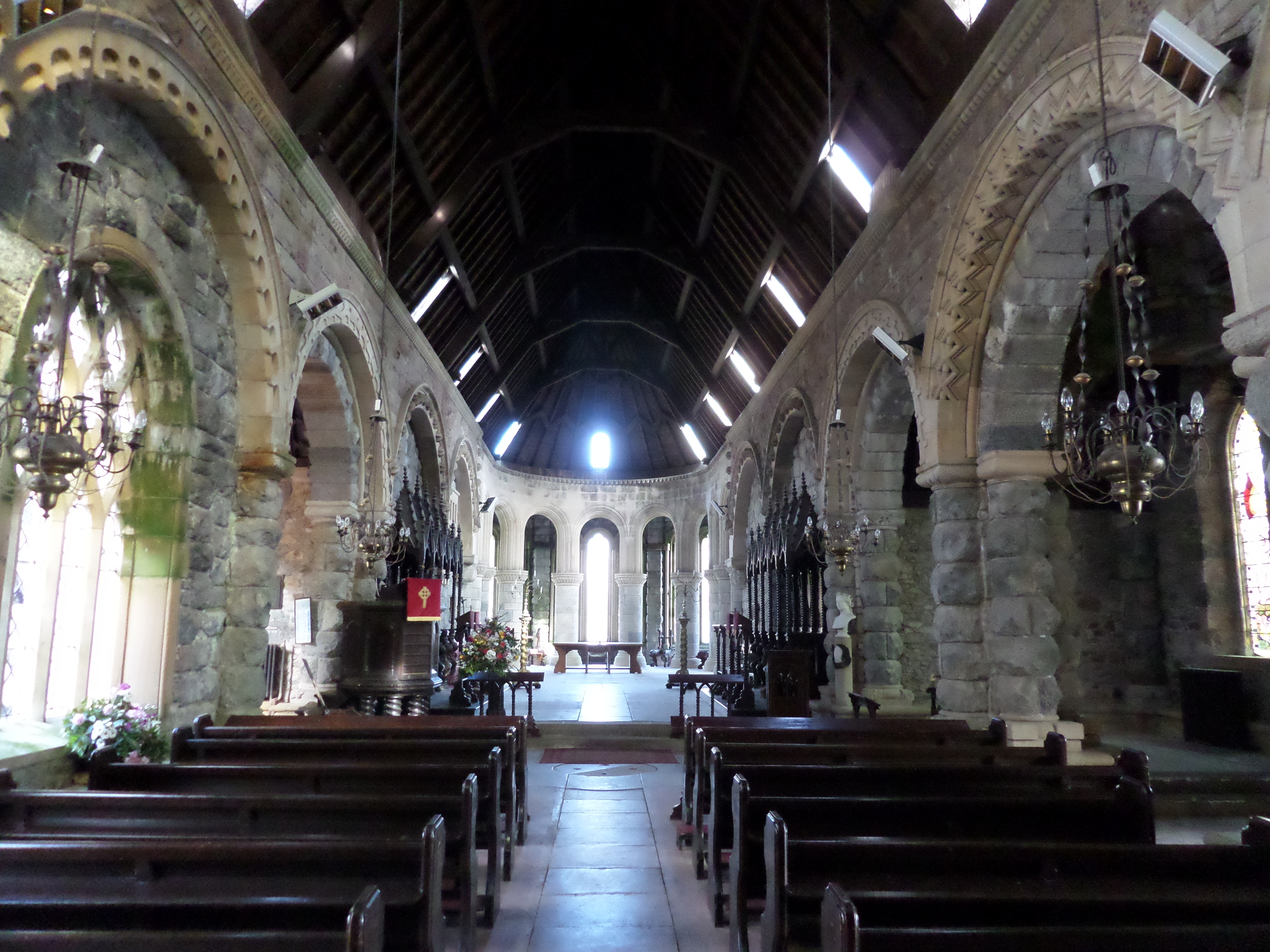
Nau principal.
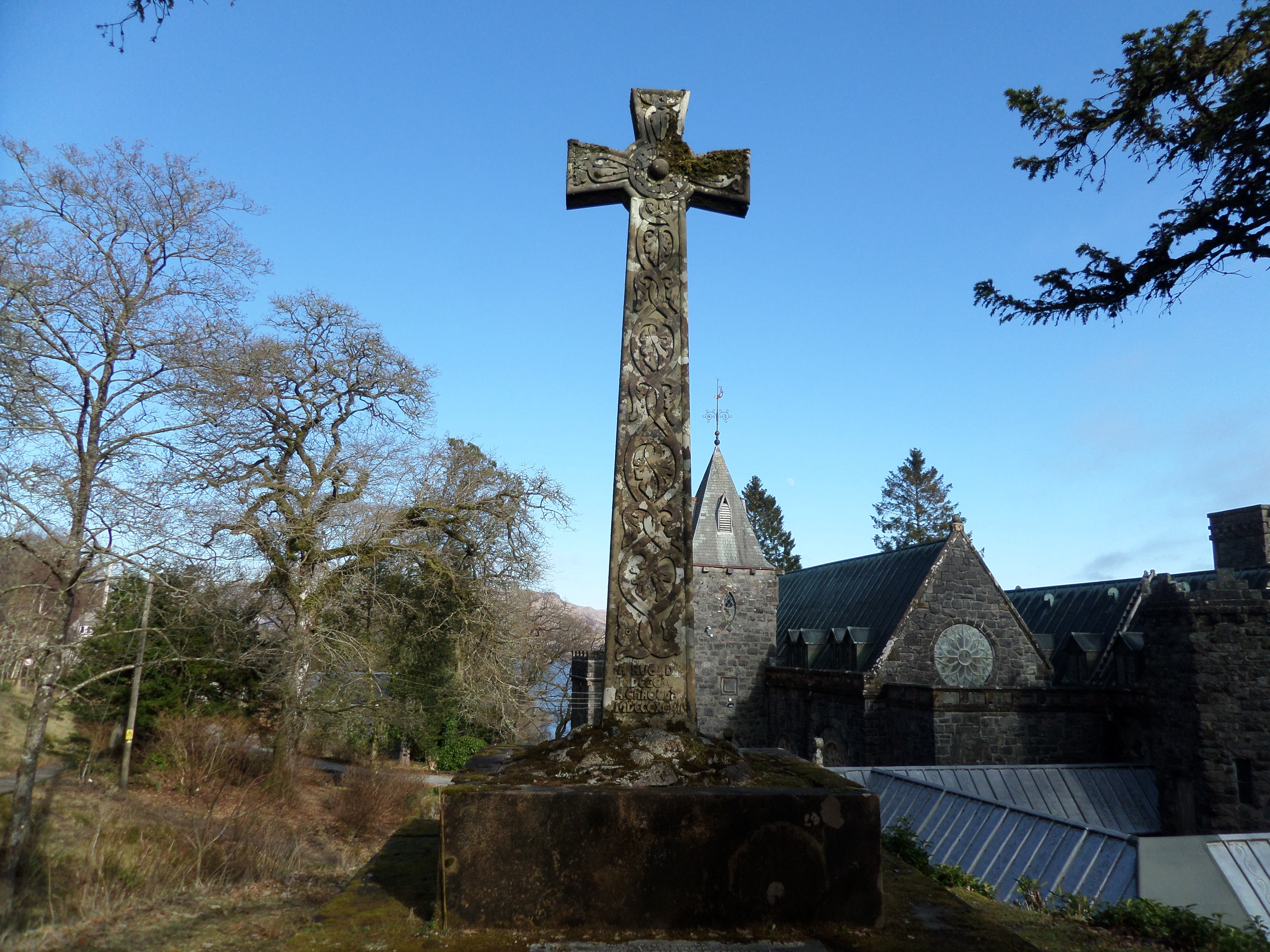
Creu celta
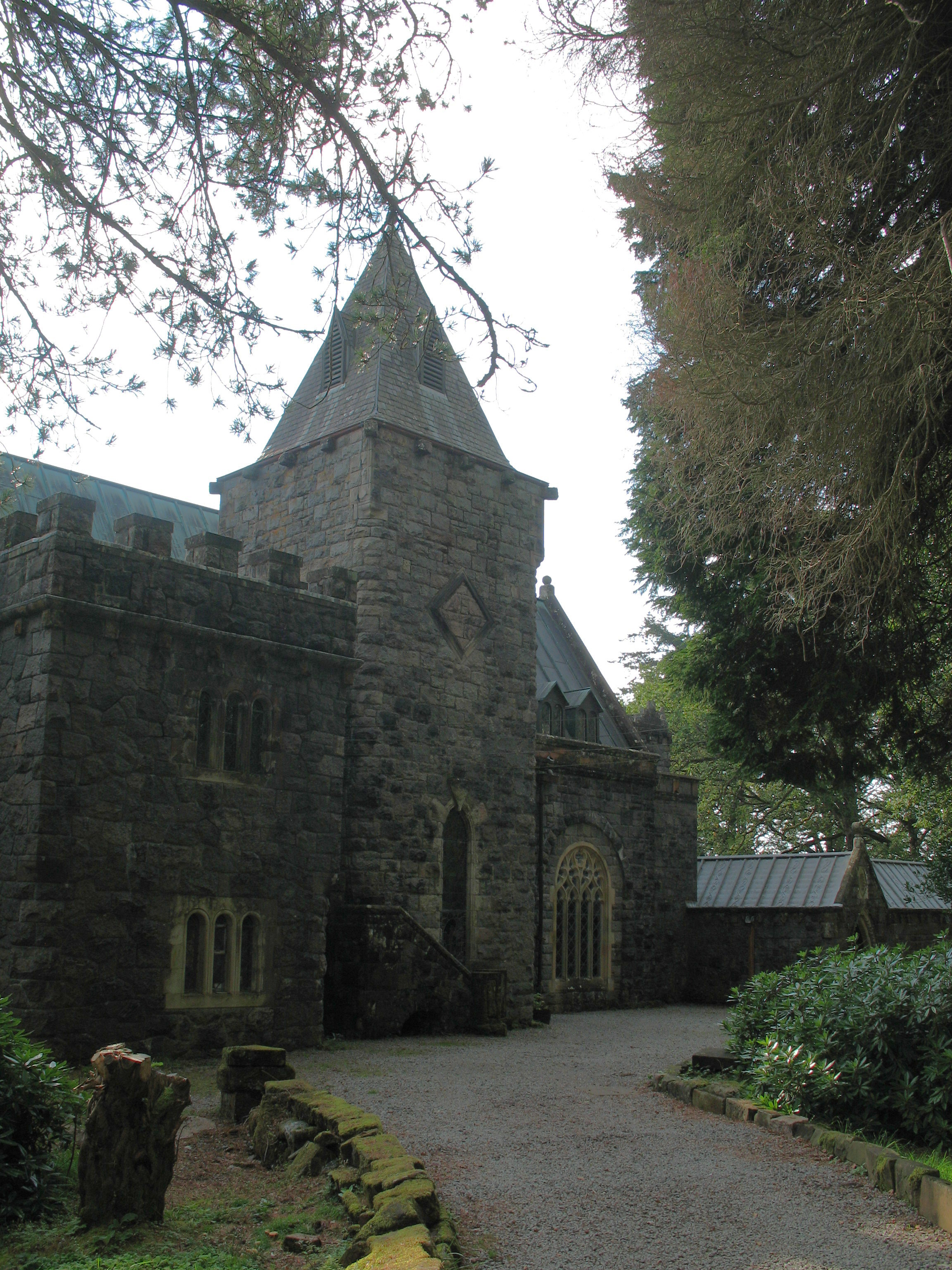
Façana nord i entrada principal.
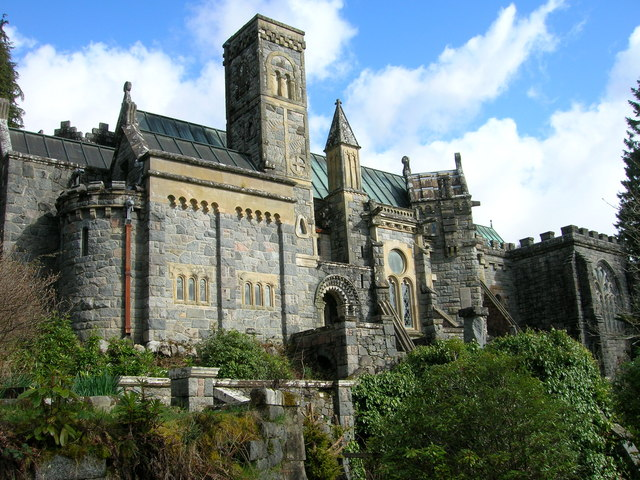
Façana sud.
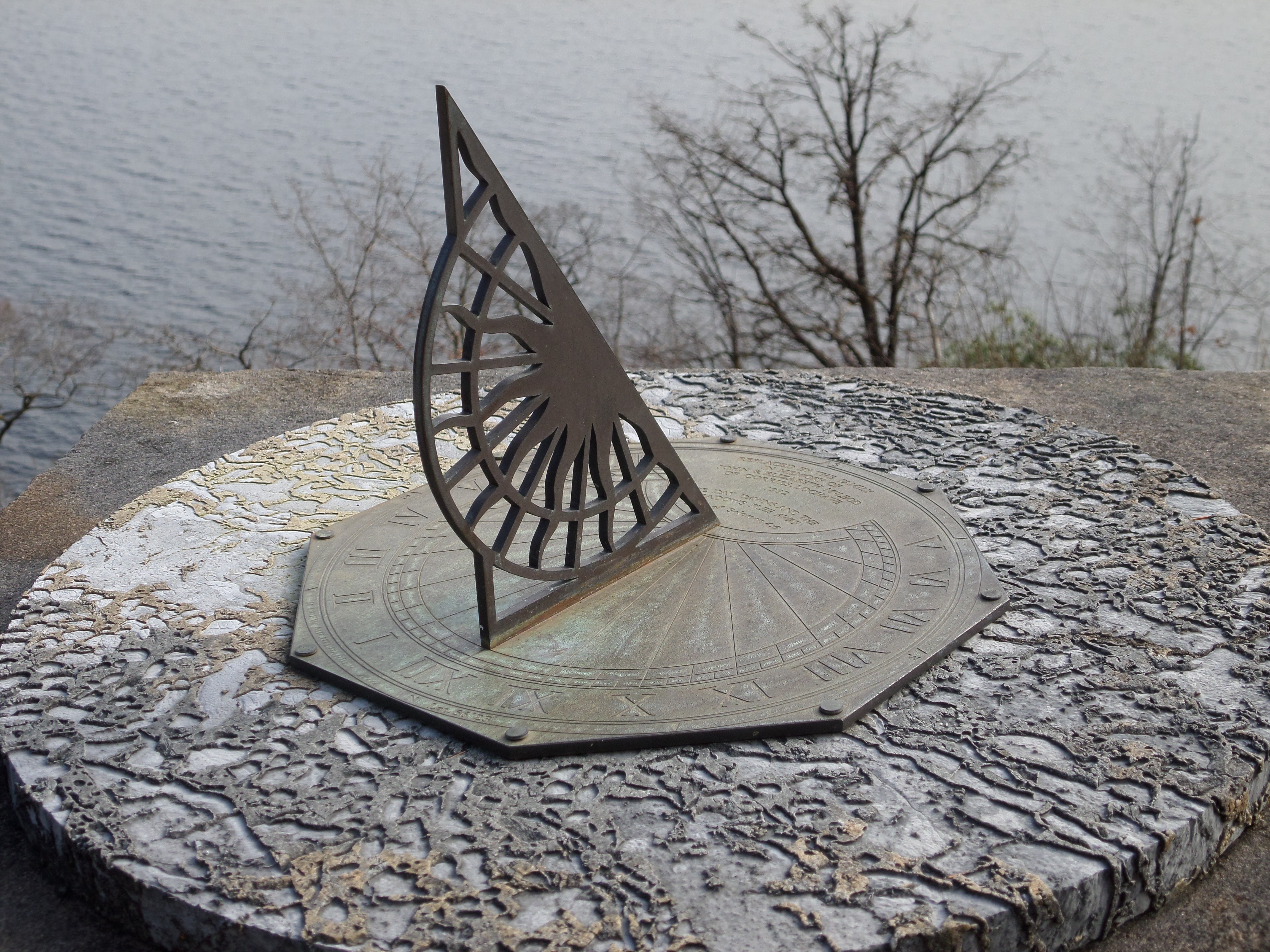
Rellotge solar de la façana sud.
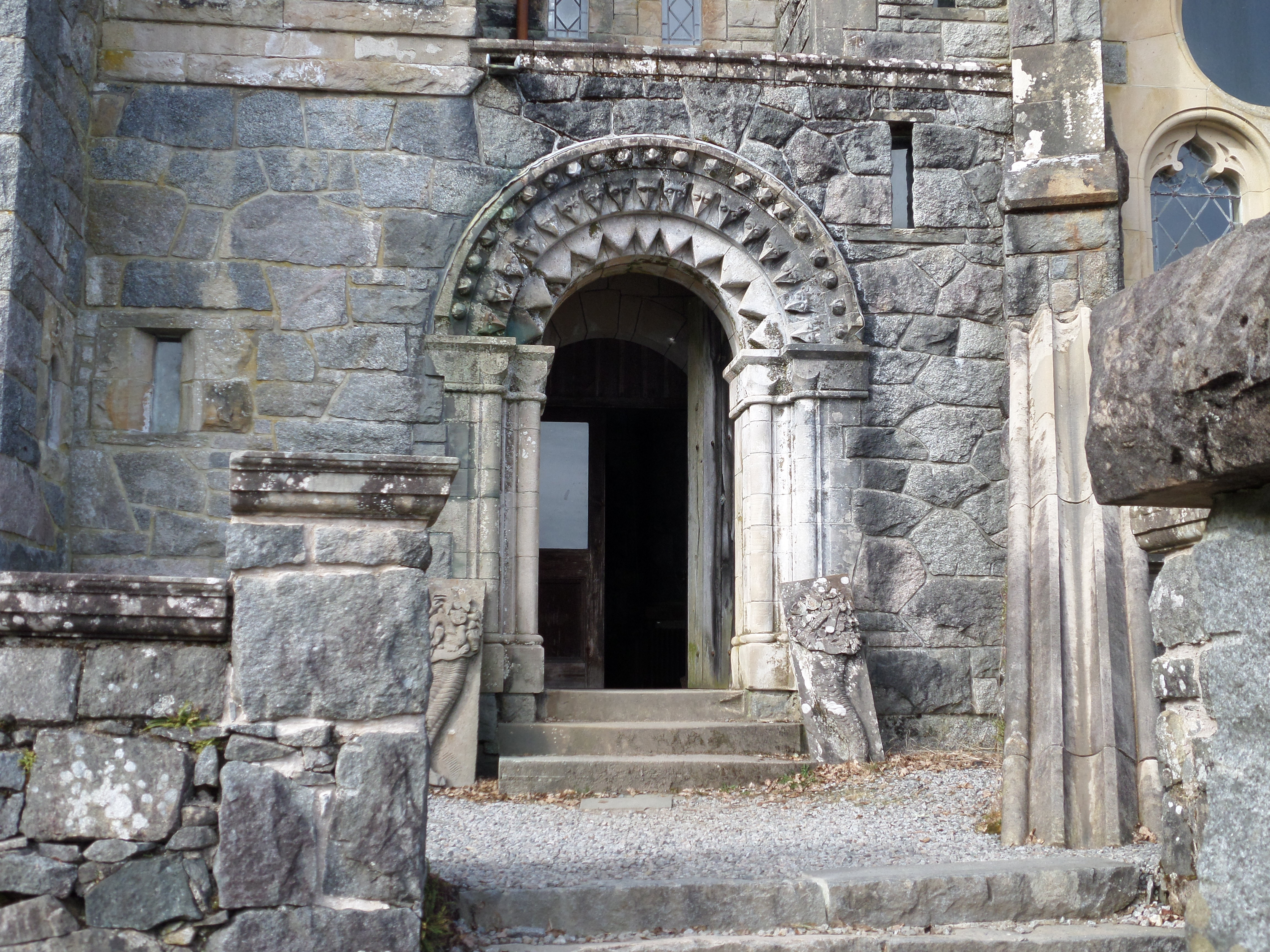
Porta d'estil normand
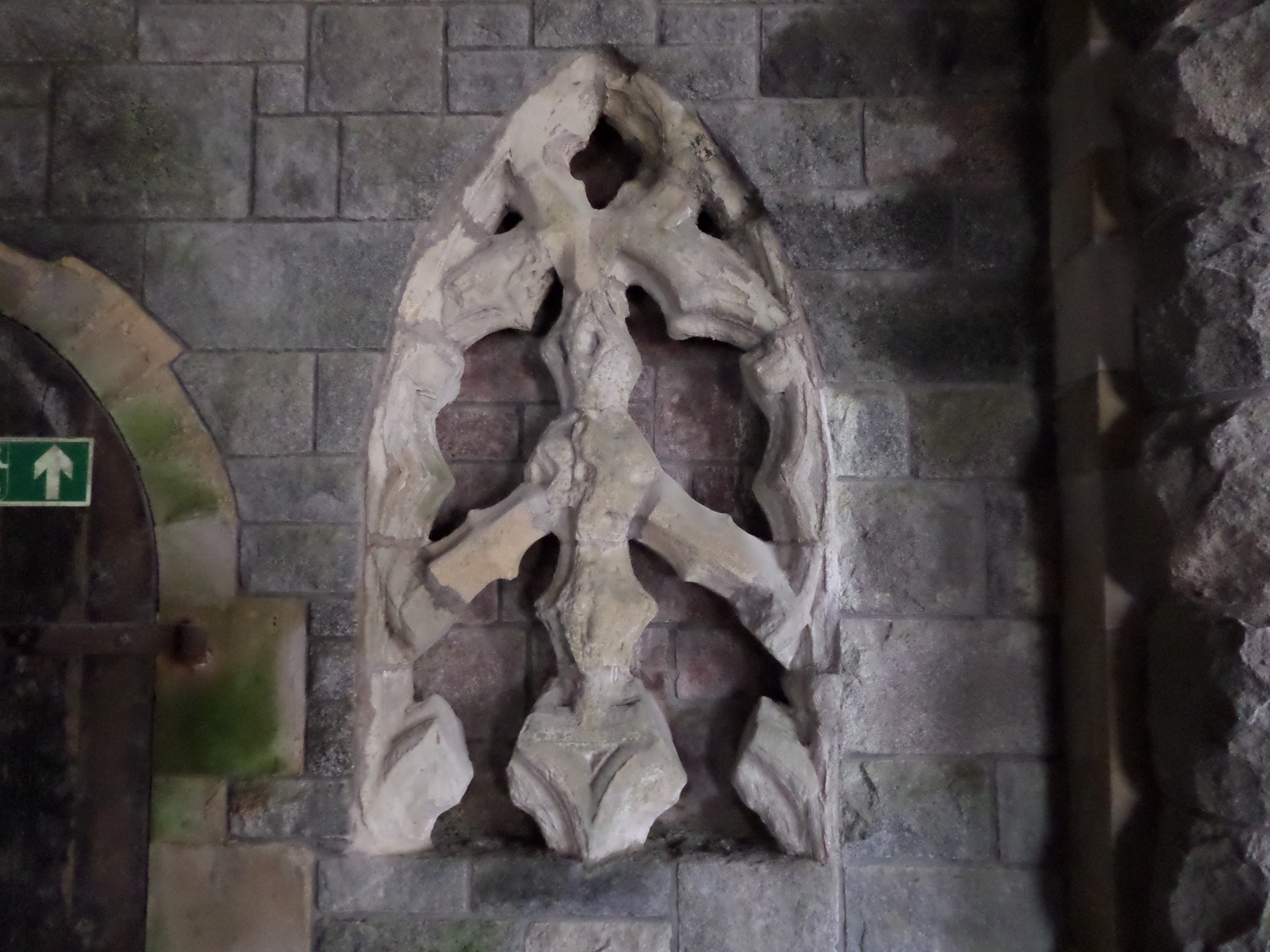
Finestra d'Iona
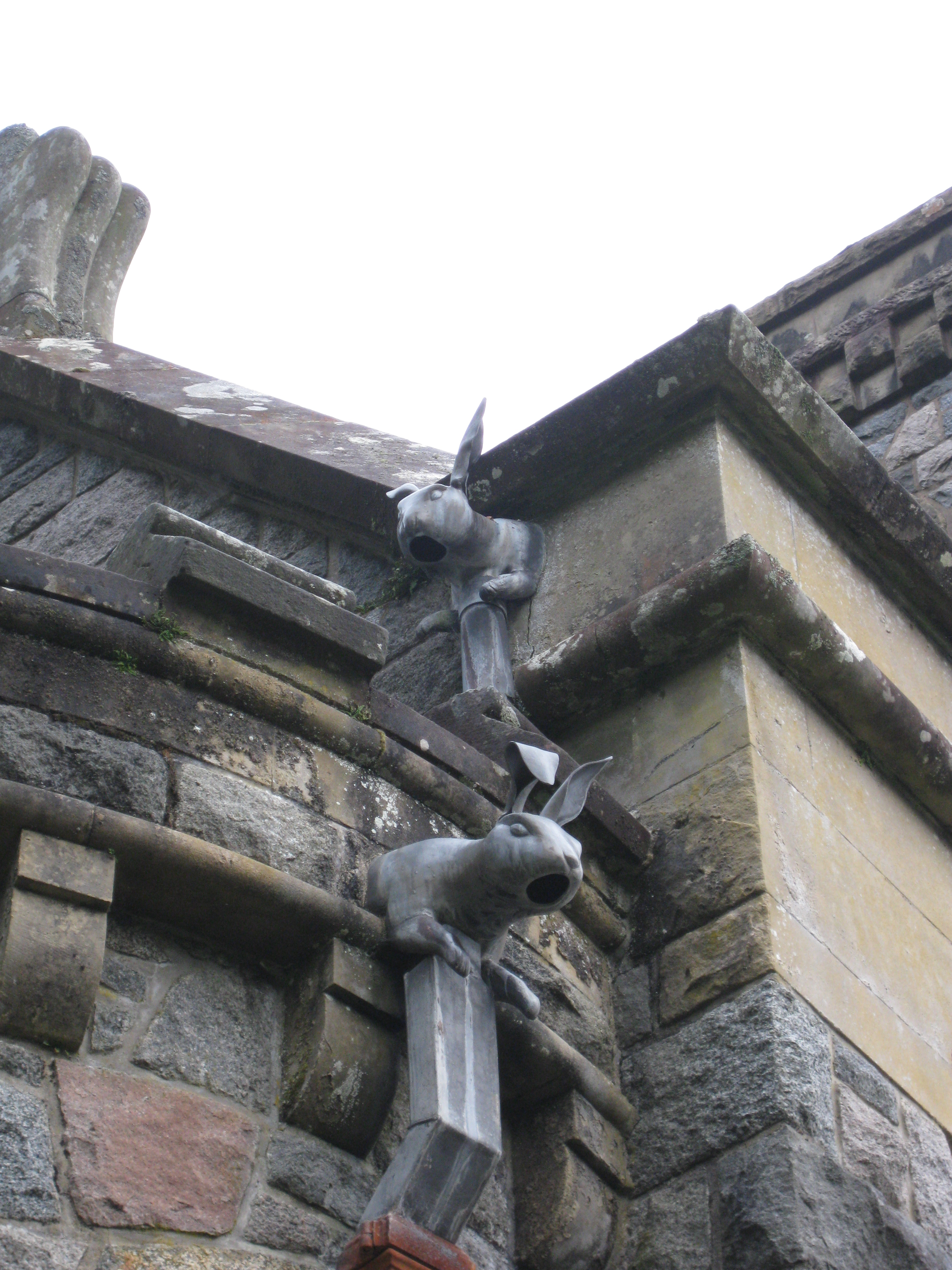
Gàrgoles - conill
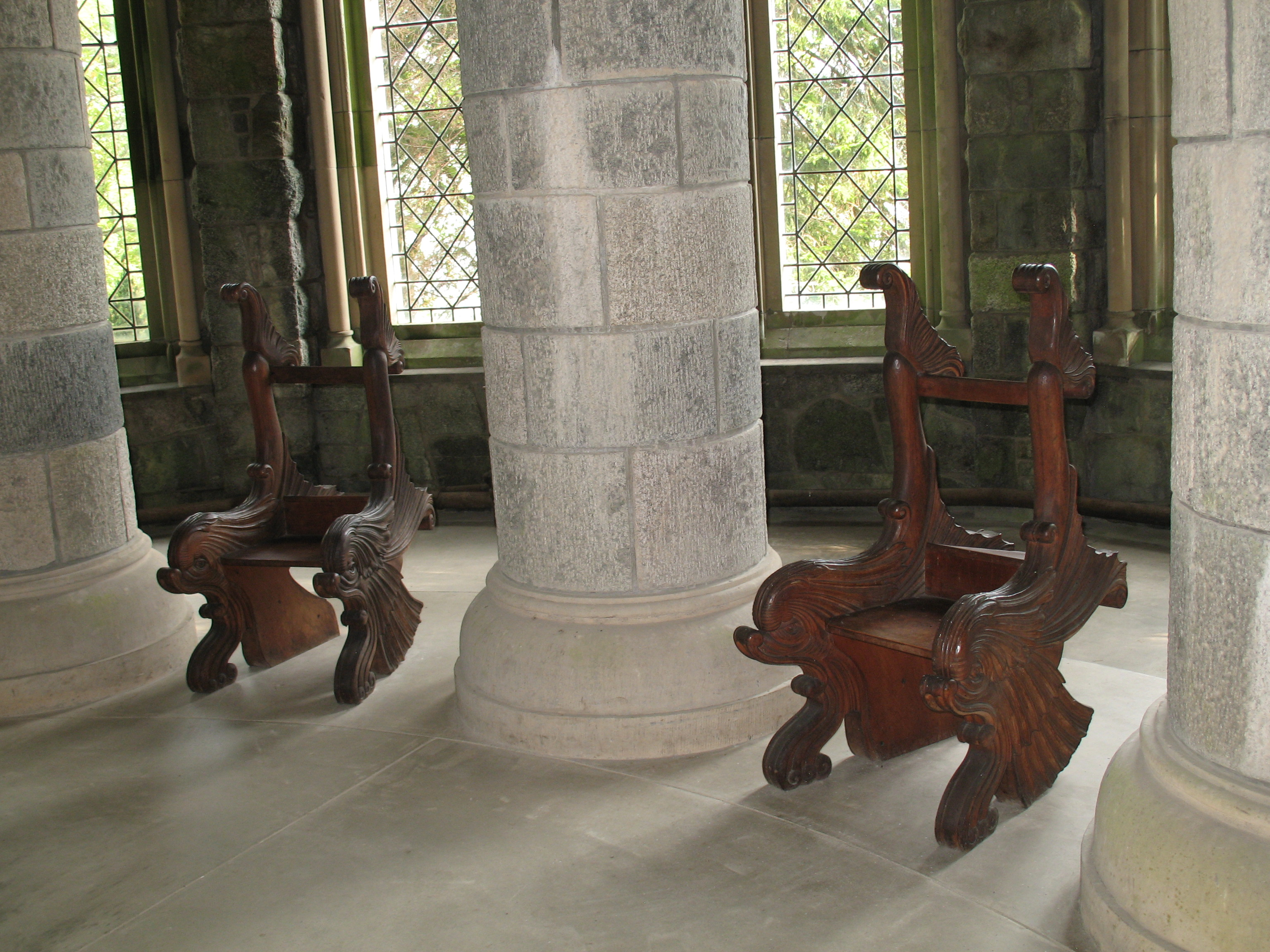
Dolphin Chairs.
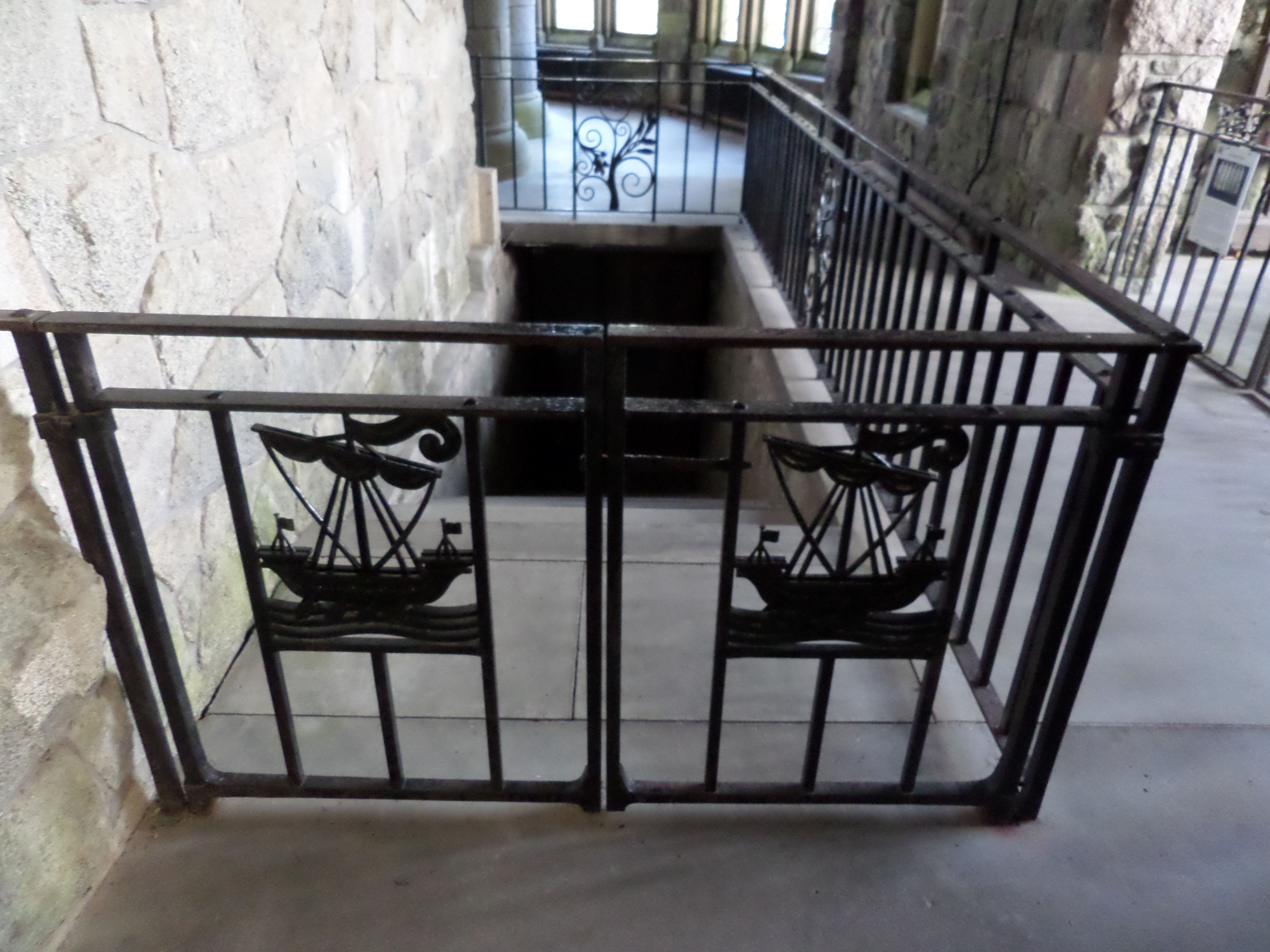
Reixes fetes de forma artesana
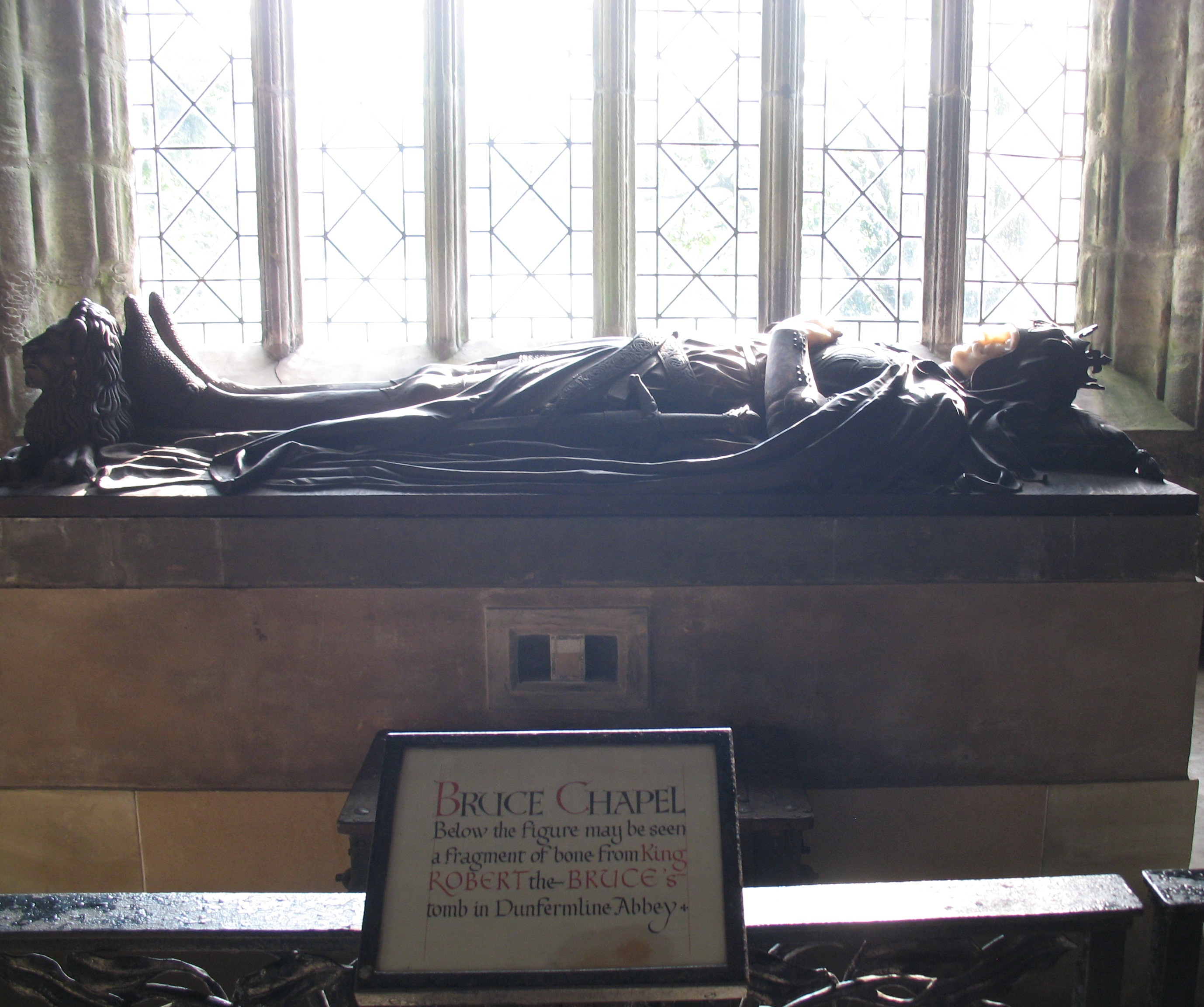
Capella de Robert the Bruce.
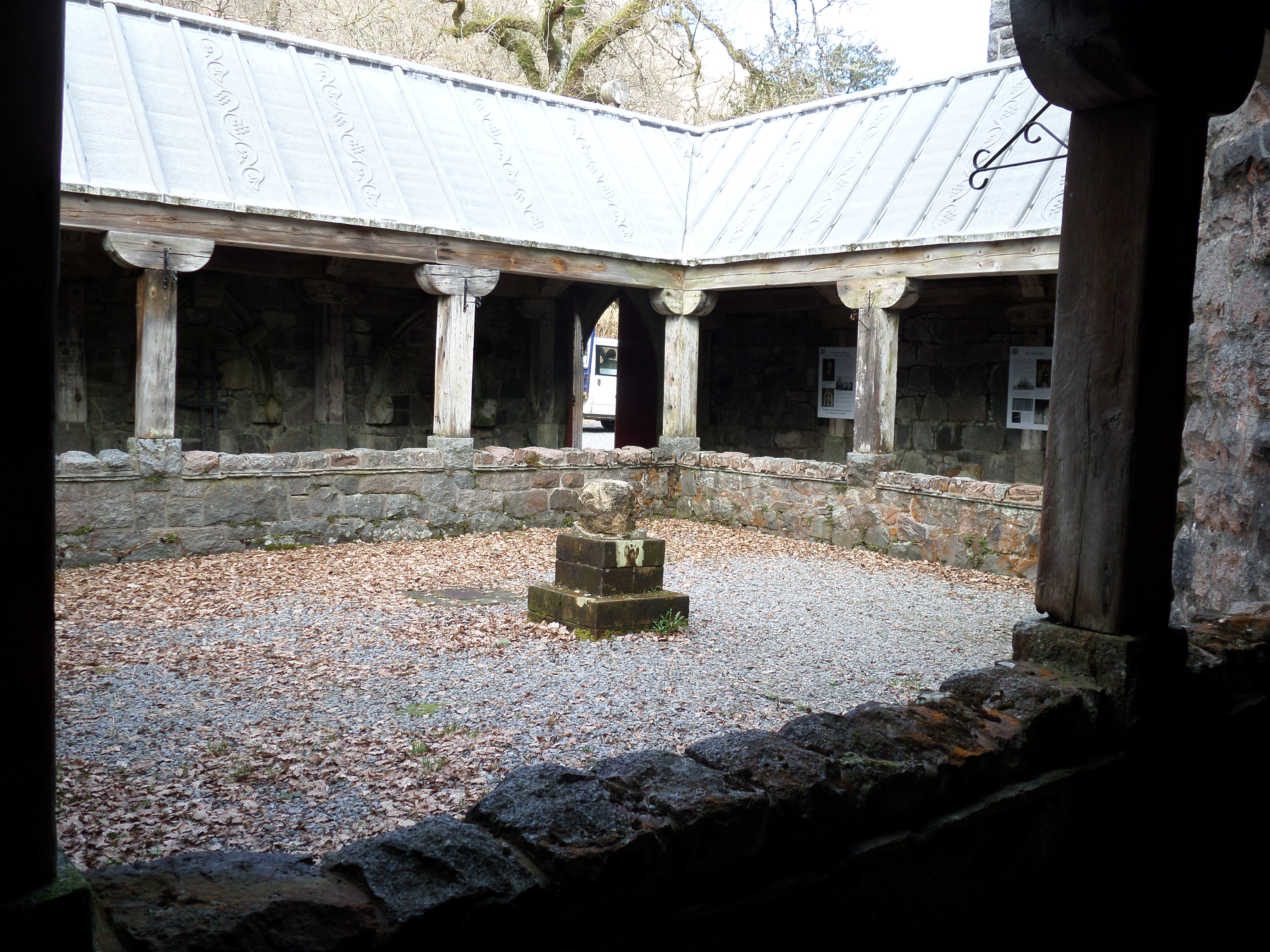
Claustre.